# Jean Tiberi

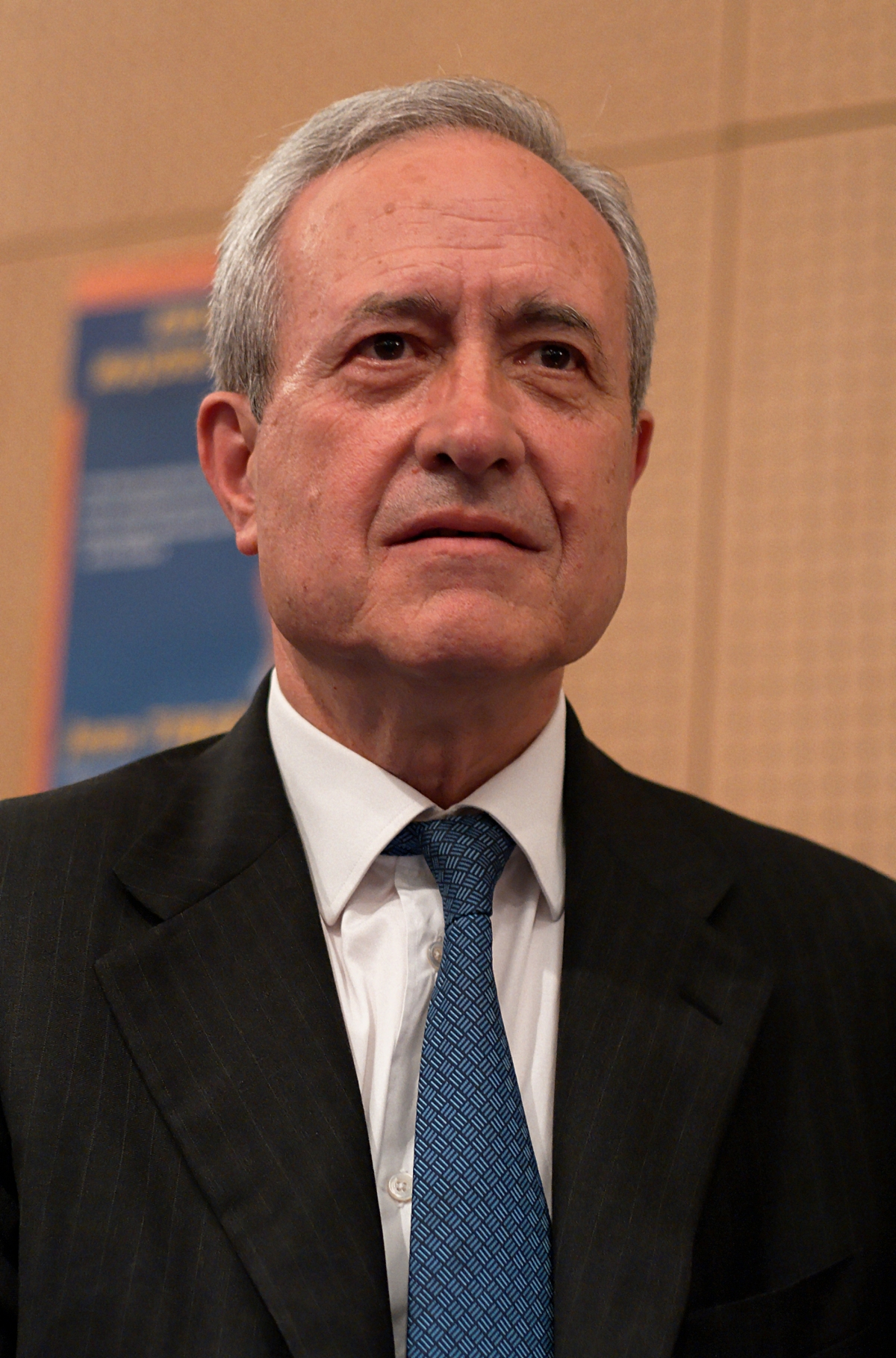
Jean Tiberi, 2007

Jean Tiberi (* 30. Januar 1935 in Paris; † 27. Mai 2025 ebenda) war ein französischer Politiker (UDR, RPR, UMP). Er war von 1968 bis 2012 Mitglied der Nationalversammlung und von 1995 bis 2001 Bürgermeister von Paris. Von 1983 bis 1995 und erneut von 2001 bis 2014 war er Bezirksbürgermeister des Pariser 5. Arrondissements.

## Leben
Jean Tiberis Eltern stammten aus Korsika, sein Vater war Verwaltungsangestellter, seine Mutter war Stenotypistin. Jean Tiberi wuchs in Paris auf. Bereits als 15-jähriger Schüler des renommierten Lycée Louis-le-Grand trat er dem Rassemblement du peuple français (RPF), der Partei des Generals de Gaulle, bei. Nach dem Jurastudium trat er als Magistrat in den Justizdienst, wurde Richter in Beauvais, bevor er einen Posten im Justizministerium übernahm. Er heiratete Xavière Casanova (* 1936), mit der er zwei Kinder hat.

### Politische Karriere
Innerhalb der gaullistischen Bewegung stand er zunächst dem linken Flügel um René Capitant nahe und wurde 1965 erstmals in den Gemeinderat von Paris gewählt. Als Capitant im Mai 1968 zum Justizminister ernannt wurde, rückte Tiberi – inzwischen Mitglied der Union des démocrates pour la République (UDR) – auf dessen Sitz in der Nationalversammlung nach. Er wurde bei der vorgezogenen Neuwahl im Juni 1968 sowie 1973 als Abgeordneter bestätigt. Von Januar bis August 1976 war er Staatssekretär für Nahrungsindustrie im Kabinett Chirac I. Anschließend kehrte er als Abgeordneter in die Nationalversammlung zurück.
Jean Tiberi war lange Zeit ein Getreuer von Jacques Chirac, der 1976 die neogaullistische Partei Rassemblement pour la République (RPR) gründete und im Jahr darauf erster direkt gewählter Bürgermeister von Paris wurde. Chirac ernannte Tiberi im März 1983 zu seinem ersten Stellvertreter. Im selben Jahr wurde in den Arrondissements (Stadtbezirken) von Paris das Amt des Bezirksbürgermeisters eingeführt und Tiberi wurde zum ersten Bürgermeister des 5. Arrondissements gewählt, in dem das Quartier Latin mit der Sorbonne-Universität und dem Pariser Panthéon liegt. In diesem Amt wurde er bei allen folgenden Kommunalwahlen bis 2008 bestätigt. Ab 1983 hatte er zudem als stellvertretender Bürgermeister von Paris die Zuständigkeit für das Wohnungswesen. Daneben blieb er Abgeordneter in der Nationalversammlung, wo er den zweiten Wahlkreis von Paris vertrat (dieser umfasst das 5. Arrondissement und Teile benachbarter Bezirke).
Nach Chiracs Wahl zum Staatspräsidenten im Jahre 1995 schlug dieser Tiberi als seinen Nachfolger im Amt des Pariser Bürgermeisters vor, zur großen Entrüstung einiger anderer Politiker der RPR, darunter der damalige Justizminister Jacques Toubon, der auch Bezirksbürgermeister des 13. Arrondissements war. Tiberi gewann die Kommunalwahl im Juni 1995 mit 47,9 % im zweiten Wahlgang gegen Bertrand Delanoë von den Sozialisten und wurde zum Pariser Bürgermeister gewählt. Jacques Toubon trat 1998 mit einer Gruppe seiner Anhänger aus der RPR-Fraktion im Gemeinderat aus, scheiterte aber mit dem Versuch, Tiberi abzuwählen.
Aufgrund verschiedener Affären Tiberis (siehe unten) und innerparteilicher Auseinandersetzungen nominierte das RPR für die Kommunalwahlen 2001 nicht ihn, sondern Philippe Séguin als Spitzenkandidat. Tiberi bewarb sich daraufhin mit einer eigenen Liste, die 13,9 % im ersten und 12,3 % im zweiten Wahlgang erhielt. Dies führte dazu, dass das bürgerliche Lager – trotz einer rechnerischen Mehrheit bei den abgegebenen Stimmen – weniger Mandate als die Linke gewann und Tiberi das Amt des Bürgermeisters an Bertrand Delanoë abgeben musste, womit zum ersten Mal ein Sozialist in das Pariser Rathaus einzog.
Tiberi blieb jedoch Bezirksbürgermeister des 5. Arrondissements. Zudem wurde er 2002 und 2007 als Abgeordneter in der Nationalversammlung bestätigt. Bei der Parlamentswahl 2012 entschied er sich gegen eine erneute Kandidatur, seinen Wahlkreis übernahm daraufhin François Fillon. Bei der Kommunalwahl 2014 kandidierte er nicht mehr als Bezirksbürgermeister, sondern nur noch als einfaches Mitglied des Gemeinderats, dem er seit 1965 ununterbrochen angehört.

### Affären und Strafverfahren
Aufgrund der möglichen Verwicklung in mehrere Finanz- und Wahlaffären genoss Tiberi einen zweifelhaften Ruf, wovon auch seine Ehefrau Xavière Tiberi betroffen war. Tiberi geriet 1997 unter Verdacht, die Wahlen im 5. Arrondissement mit „falschen Wählern“ (faux électeurs) manipuliert zu haben. So warfen ihm seine sozialistische Gegenkandidatin Lyne Cohen-Solal und die Investigativzeitung Le Canard enchaîné vor, bereits seit 1989 Personen im Wählerverzeichnis geführt zu haben, die gar nicht in diesem Bezirk wohnten. Das Verfassungsgericht (Conseil constitutionnel) stellte 1998 zwar Manipulationen fest, urteilte aber, dass diese nicht wahlentscheidend waren, da Tiberi die Wahl 1997 mit deutlichem Vorsprung gewonnen hatte. Das Strafverfahren in dieser Angelegenheit zog sich über mehrere Jahre hin. Das Strafgericht (tribunal correctionnel) von Paris sprach Tiberi 2009 in erster Instanz des mittäterschaftlichen Wahlbetrugs schuldig und verurteilte ihn zu einer Freiheitsstrafe von 10 Monaten auf Bewährung, einer Geldstrafe von 10.000 Euro sowie dem Verlust des passiven Wahlrechts für drei Jahre. Auf Tiberis Berufung bestätigte der Cour d’appel das Urteil 2013; die Revision wurde im März 2015 vom Cour de cassation verworfen, wodurch das Urteil rechtskräftig wurde. Seine Ehefrau Xavière, die im Rathaus des 5. Arrondissements „allgegenwärtig“ war, wurde ebenfalls zu einer neunmonatigen Bewährungsstrafe und einer Geldstrafe von 5.000 Euro verurteilt.
Ein weiteres Strafverfahren, das aus dem Jahr 1999 stammte und seine Rolle als Präsident der Sozialwohnungs-Gesellschaft OPAC betraf, wurde 2005 per Non-lieu eingestellt.
Jean Tiberi verstarb am 27. Mai 2025 in Paris.

## Mandate
- Seit 1965: Mitglied des Stadtrats von Paris
- 13. August 1968 bis 12. Februar 1976: Abgeordneter der Nationalversammlung (4. und 5. Wahlperiode, Mandatsniederlegung wegen Eintritts in die Regierung)
- 12. Januar 1976 bis 25. August 1976: Staatssekretär im Landwirtschaftsministerium und Forschungsministerium, verantwortlich für die Nahrungsmittelindustrie
- 15. November 1976 bis Mai 2012: Abgeordneter der Nationalversammlung (6. bis 13. Wahlperiode)
- 14. März 1983 bis 21. Mai 1995: Stellvertretender Bürgermeister (Adjoint au Maire) von Paris
- Seit 14. März 1983: Mitglied des Stadtrats des 5. Arrondissements von Paris
- 29. März 1983 bis 21. Mai 1995: Bürgermeister des 5. Arrondissements von Paris
- 22. Mai 1995 bis 18. März 2001: Bürgermeister von Paris
- 2. April 2001 bis 13. April 2014: Bürgermeister des 5. Arrondissements von Paris